# Walk Between Worlds
Albums de Simple Minds
Acoustic in Concert
(2017) Live in the City of Angels
(2019)
Walk Between Worlds est un album studio du groupe britannique Simple Minds sorti le 2 février 2018.
Il entre la semaine de sa sortie à la 4e place des charts britanniques, ce qui est le meilleur classement obtenu par un album des Simple Minds au Royaume-Uni depuis plus de vingt ans.
La formation évolue autour des membres fondateurs Jim Kerr et Charlie Burchill. Ainsi le clavier Andy Gillespie a quitté Simple Minds. Si Mel Gaynor joue de la batterie sur la quasi-totalité des chansons, il n'accompagne pas le groupe lors de la tournée qui suit la sortie de l'album, remplacé par la percussionniste Cherisse Osei qui a aussi participé à l'enregistrement.
Le bassiste Ged Grimes, le guitariste Gordie Goudie, la choriste Sarah Brown et la musicienne Catherine A.D. (alias The Anchoress), présents sur le disque, font également partie de la tournée.
On peut noter la présence de Peter-John Vettese au piano et aux arrangements des cordes sur le titre Barrowland Star. Il avait participé à l'enregistrement de l'album Real Life sorti en 1991.

## Liste des titres
Toutes les chansons sont écrites et composées par Jim Kerr et Charlie Burchill sauf mentions.
| No | Titre                    | Auteur                          | Durée |
| -- | ------------------------ | ------------------------------- | ----- |
| 1. | Magic                    |                                 | 4:35  |
| 2. | Summer                   | - Kerr - Burchill - Owen Parker | 4:57  |
| 3. | Utopia                   |                                 | 4:14  |
| 4. | The Signal and the Noise |                                 | 5:18  |
| 5. | In Dreams                |                                 | 4:15  |
| 6. | Barrowland Star          |                                 | 6:25  |
| 7. | Walk Between Worlds      |                                 | 5:12  |
| 8. | Sense of Discovery       | - Kerr - Burchill - Parker      | 6:26  |

| 9.  | Silent Kiss                                                              |                            | 4:57 |
| 10. | Angel Underneath My Skin                                                 | - Mark Kerr - Erikah Karst | 3:43 |
| 11. | Dirty Old Town (enregistré en public le 27 mai 2017 au London Palladium) | Ewan MacColl               | 4:53 |

## Musiciens
- Jim Kerr - chant
- Charlie Burchill - guitares, claviers, programmations
- Ged Grimes - basse
- Mel Gaynor - batterie (sauf titres 8 et 11), percussions
- Cherisse Osei - percussions, batterie (titre 8)
- Sarah Brown - chant, chœurs
- Gordy Goudie - guitare acoustique
- Catherine A.D. (The Anchoress) - chœurs
- Peter-John Vettese - piano
- Owen Parker - claviers, programmations
- Andy Wright - chœurs
- Hatty Parker et Emily Parker - chœurs

## Classements hebdomadaires
| Classement (2018)             | Meilleure place |
| ----------------------------- | --------------- |
| Allemagne (Media Control AG)  | 7               |
| Autriche (Ö3 Austria Top 40)  | 36              |
| Belgique (Flandre Ultratop)   | 4               |
| Belgique (Wallonie Ultratop)  | 12              |
| Écosse (OCC)                  | 2               |
| Espagne (Promusicae)          | 29              |
| France (SNEP)                 | 56              |
| Irlande (IRMA)                | 22              |
| Italie (FIMI)                 | 14              |
| Pays-Bas (Mega Album Top 100) | 23              |
| Royaume-Uni (UK Albums Chart) | 4               |
| Suède (Sverigetopplistan)     | 41              |
| Suisse (Schweizer Hitparade)  | 5               |